# مسعود مولوی
مسعود مولوی وردنجانی (۲۸ فروردین ۱۳۶۷ در اصفهان – ۲۳ آبان ۱۳۹۸) دانش‌آموختهٔ مهندسی عمران دانشگاه آزاد نجف آباد بود که به دستور مأموران اطلاعاتی ایران در ترکیه ترور شد. گفته می‌شود او یکی از عوامل امنیتی (در وزارت دفاع ایران در حوزه امنیت سایبری و اطلاعات سپاه) بود که بعداً منتقد حکومت شد. او را گرداننده اصلی کانال افشاگر «جعبه سیاه» می‌دانند که بارها با انتشار اسنادی بیت رهبری، قوه قضائیه و نیروهای امنیتی ایران را متهم به فساد مالی و ترور مخالفان از جمله ترور شخصیت‌های هسته‌ای ایران کرد. او همچنین پیش از خروج از ایران در مطبوعات به عنوان مخترع نخبه و مدال‌آور معرفی شده بود. مسعود مولوی دو سال پیش از مرگ ایران را ترک کرد و به ترکیه رفت. او در روز ۲۳ آبان (۱۴ نوامبر) در استانبول با شلیک گلوله به قتل رسید. رویترز گزارش داد مقامات رسمی و امنیتی ترکیه گفته‌اند که بر اساس تحقیقات، دو دیپلمات ایرانی در این قتل دست داشته‌اند و کنسولگری ایران در ترکیه محل فرماندهی عملیات بوده است.

## فعالیت‌های علمی
مولوی فارغ‌التحصیل لیسانس مهندسی عمران از دانشگاه آزاد اسلامی واحد نجف آباد و فوق لیسانس مهندسی کامپیوتر گرایش هوش مصنوعی و رباتیک از دانشگاه تهران بود. زمینهٔ تحقیقاتی او در هوش مصنوعی در طراحی الگوریتم با قابلیت پردازش سریع داده‌ها مشتمل بر بازشناسی الگو، شبکه‌های عصبی مصنوعی با چند لایه پنهان، مبتنی بر هندسه هم‌تافته است.
وی مدعی اختراع لامپ کاغذی با مصرف برق نزدیک به صفر بود که در برنامه «دات آی آر» صدا و سیما معرفی شد. همچین مدعی ابداع الگوریتم چندوجهی پردازش سریع برای سیستم‌های هوش مصنوعی دارای موتور پردازش و تشخیص گفتار(NLP)، بازشناسی گفتار (Speech Recognition)، موتور استنتاج، هماهنگ‌سازی تصاویر صورت انسان همراه با گفتار، موتور تولید گفتار (TTS) با قابلیت‌های دستورپذیری گفتاری و فرمان صوتی (Voice Command)، یادگیری ماشین، تصمیم‌گیری و ثبت آن در فدراسیون بین‌المللی انجمن‌های مخترعان شده است.

## کانال جعبه سیاه
مسعود مولوی ادمین کانال تلگرامی «جعبه سیاه» بود که اخبار افشاگرانه‌ای از دست داشتن برخی از اهالی بیت علی خامنه‌ای و همچنین سپاه پاسداران در فسادهای دولتی، قضایی و سرویس‌های اطلاعاتی جمهوری اسلامی ایران منتشر می‌کرد. از لحظه مرگ مولوی دیگر این کانال آپدیت نشد.

### دربارهٔ ترور شخصیت‌های هسته‌ای ایران
شش ماه پیش از کشته شدن مسعود مولوی، شخصی از کانال جعبه سیاه با مازیار ابراهیمی که از متهمان آزاد شده پرونده ترور شخصیت‌های هسته‌ای ایران بود، پیام داده و خود را مأمور سابق سازمان اطلاعات سپاه و عضو تیم مسعود مولوی معرفی کرده بود. او به مازیار ابراهیمی نوشت «من در حقیقت کسی هستم که در سازمان اطلاعات سپاه در کنار سردار نجات (حسین نجات) کمک کردیم شما و دیگران آزاد شوید.» مدتی بعد مسعود مولوی به وسیله اسکایپ با مازیار ابراهیمی صحبت کرده و عکس‌هایی از خودش برای او فرستاد. او به ابراهیمی گفت تیمی از داخل وزارت اطلاعات پشت ترور شخصیت‌های هسته‌ای ایران بودند.

## ترور
مسعود مولوی در ساعت ۹:۵۰ دقیقه پنج‌شنبه ۲۳ آبان ۱۳۹۸ (۱۴ نوامبر ۲۰۱۹) در منطقه شیشلی استانبول با شلیک ۱۱ گلوله به قتل رسید. در ویدئو یک فرد همراه مسعود مولوی دیده می‌شود. پلیس جزییاتی از قتل منتشر نکرد، ولی سی‌ان‌ان ترکیه نوشته که پلیس به فرد همراه مسعود مولوی، که بعد از ماجرای قتل از صحنه فرار کرد، نیز مظنون است. سپس دادگاه چاغلایان استانبول حکم بازداشت ۷ نفر از ۱۱ مظنونی که با قتل مسعود مولوی، شهروند ایرانی در استانبول ارتباط داشتند را صادر کرد. به گزارش رویترز این شخص علی اسفنجانی بوده است.
رویترز گزارش داد مقامات رسمی و امنیتی ترکیه گفته‌اند که بر اساس تحقیقات، دو دیپلمات ایرانی در این قتل دست داشته‌اند و کنسولگری ایران در ترکیه محل فرماندهی عملیات بوده است. همچنین پلیس ترکیه گفته است که علی اسفنجانی که در شب حادثه همراه مسعود بوده، صبح همان روز به سفارت ایران رفته بوده و بعد از آن نیز برای توضیح جزئیات عملیات با قاتل دیدار کرده است. وی پس از قتل از مرز به ایران فرار کرده.
یک مقام ارشد دولت ترکیه به رویترز گفت «باتوجه به تاریخچه‌ای از قتل‌های هدفمند از مخالفان ایرانی و شیوه‌هایی که در ترکیه استفاده شده است دولت آمریکا معتقد است وزارت اطلاعات و امنیت ایران مستقیماً در کشتن مسعود مولوی وردنجانی دست داشته است».
اوبای شاهبندر، خبرنگار بخش جهانی تلویزیون دولتی ترکیه، تی‌آرتی، روز یکشنبه ۲۶ در توییتی نوشت که آذری جهرمی وزیر ارتباطات جمهوری اسلامی در ایران، مولوی را تهدید کرده بوده.
«اطلاعات معتبری به دست ما رسیده که محمدجواد آذری جهرمی، وزیر ارتباطات و فناوری ایران و عضو پیشین وزارت اطلاعات، اندکی قبل از کشته شدن مسعود مولوی به‌طور مستقیم او را تهدید کرده بود.»— اوبای شاهبندر، 

## دستگیری دیپلمات ایرانی
روز ۲۳ بهمن ۱۳۹۹، روزنامه صباح چاپ ترکیه گزارش داد که یک دیپلمات کنسولگری ایران در استانبول به اتهام مشارکت در قتل مسعود مولوی بازداشت شده است. «محمدرضا ناصرزاده»، ۴۳ ساله، دیپلمات کنسولگری جمهوری اسلامی در استانبول، متهم است که اسناد شناسایی جعلی به علی اسفنجانی که مغز متفکر طرح قتل مولوی وردنجانی بود تحویل داده که قاچاقی به ایران فرار کند. نام «محمدرضا ناصرزاده» در جریان بازپرسی از «سیاوش اباذری شلمزاری» که متهم به کمک به فرار اسفنجانی به ایران است، مطرح شد.
«محمدرضا ناصرزاده» مدعی است که در زمان قتل مولوی وردنجانی در ترکیه حضور نداشته و با اسفنجانی نیز آشنا نیست؛ ولی روزنامه ترک نوشته: «سیاوش شلمزاری اعتراف کرده که وقتی اسفنجانی در فرودگاه تهران از هواپیما پیاده شد، ناصرزاده همراه با مرد دیگری که «حاج آقا» نامیده می‌شد و چند مأمور اطلاعاتی جمهوری اسلامی، از او استقبال کردند.» به‌گفته وی، در شناسنامه جدید و جعلی آقای اسفنجانی نام «عباس» قید شده بود. هنگامی که مسعود مولوی وردنجانی از ایران فرار کرده و در ژوئن ۲۰۱۸ ساکن استانبول شد، اسفنجانی با وی دوست شد و اطلاعات او را به نیروهای امنیتی ایران می‌داد و اسفنجانی همان کسی بود که مولوی وردنجانی را هنگامی که به قتل رسید، همراهی می‌کرد.
این گزارش در ادامه می‌نویسد تحقیقات نشان می‌دهد که قاتل، شخصی به اسم عبدالوهاب کوچاک بود که از اعضای شبکه قاچاق مواد مخدر تحت رهبری «ناجی شریفی زیندشتی» بوده است. کوچاک قبل از قتل مسعود مولوی وردنجانی، با اسفنجانی نیز دیدار کرده بود. نام «ناجی شریفی زیندشتی» در ربودن حبیب اسیود نیز مطرح شد.
چند روز بعد خبرگزاری آناتولی ترکیه، فیلم بازداشت کارمند سفارت ایران در فرودگاه را منتشر کرد.

## جوایز و افتخارات
- جایزه ویژه آکادمی علوم کره جنوبی (مالزی، کوالالامپور ۲۰۱۰)[۲۰][۲۱]
- مدال طلا. جام جهانی اختراعات و نوآوری‌های کامپیوتر (چین ۲۰۰۸)[۲۲]